# Jan Nowina-Przybylski
Jan Nowina-Przybylski (ur. 1902 lub 1904 na Ukrainie, zm. 23 maja 1938 w Warszawie) – polski reżyser.
Po rewolucji w Rosji znalazł się w Warszawie. W wieku 16 lat przerwał naukę, uciekł z domu i wstąpił do wojska. Po wojnie 1920 roku pracował w Elektrowni Miejskiej na Powiślu, a od 1923 w laboratorium „Filmservice”, którego został współwłaścicielem w 1927. W 1929 wszedł w spółkę z filmowcem Dannym Kadenem (laboratorium i atelier „Kaden-Studio”).

## Filmografia (reżyser)
- 1937: Ty, co w Ostrej świecisz Bramie
- 1937: Pieśń o wielkim rzeźbiarzu
- 1937: Pan redaktor szaleje
- 1937: Błazen purymowy (z Józefem Greenem)
- 1936: Mały Marynarz
- 1936: Fredek uszczęśliwia świat (z Konradem Tomem)
- 1935: Panienka z poste restante (z Michałem Waszyńskim)
- 1935: Manewry miłosne(z Konradem Tomem)
- 1934: Przebudzenie
- 1933: Romeo i Julcia
- 1933: Przybłęda
- 1931: Cham
- 1931: Krwawy wschód